# Agrilus bilineatus
Agrilus bilineatus är en skalbaggsart som först beskrevs av Weber 1801.  Agrilus bilineatus ingår i släktet Agrilus och familjen praktbaggar. Inga underarter finns listade i Catalogue of Life.